# Staden Vicenza och de palladianska villorna i Veneto
Staden Vicenza och de palladianska villorna i Veneto är ett världsarv som skyddar en samling byggnadsverk ritade av arkitekten Andrea Palladio. Världsarvskommittén satte upp objektet på världsarvslistan 1994. Från början kallades objektet "Vicenza, Palladios stad" och omfattade bara Palladios byggnader i stadens absoluta närhet. Olika typer av byggnader fanns representerade såsom Teatro Olimpico, palazzi och några få villor. De flesta av Palladios idag existerande verk ligger utanför detta område. 1996 utökades antalet villor och världsarvet fick sitt nuvarande namn.

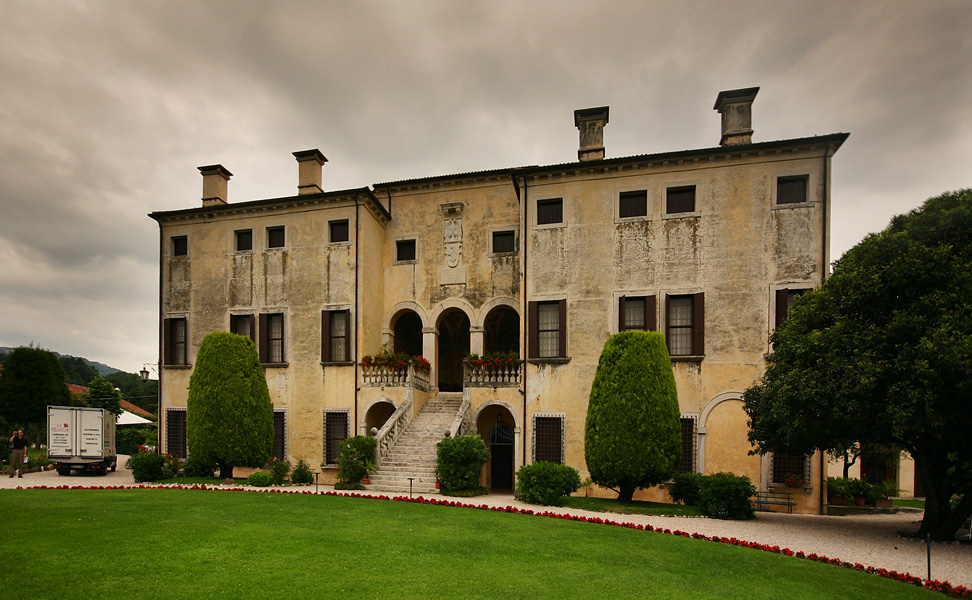
Villa Godi i Lugo Vicentino. Ett tidigt arbete som utmärker sig genom avsaknaden av utvändig dekoration

Termen villa användes för att beskriva ett lantställe (villa på landet). Många rika familjer i Veneto-regionen hade även hus i staden kallade palazzo (plural: palazzi). I de flesta fall gav deras ägare sina palazzi och villor familjens efternamn, därför finns det både ett Palazzo Chiericati i Vicenza och en Villa Chiericati på landet, likaså finns det ett Palazzo Foscari i Venedig och en Villa Foscari på landet. Något förvirrande finns det flera Villa Pisani, däribland två ritade av Palladio.

## Villaarkitekturen
År 1550 hade Palladio skapat en hel grupp villor, som utformades så att deras storlek och utsmyckningar motsvarade ägarnas rikedom och sociala status. De mäktiga och mycket rika Pisani, bankirer och venetianska patricier, hade stora valv och en loggiafasad med stenpelare och rusticerade doriska pilastrar. Den rike men lågadlige Taddeo Gazzotto, som tjänade pengar på saltskatterna, fick i sin villa i Bertesina, pilastrar utformade i tegel, dock med kapitäler och baser huggna i sten. Slutligen Biagio Saraceno fick en loggia med tre välvda nischer, men utan någon arkitektonisk ordning. I Villa Saraceno liksom i Villa Poiana utformade Palladio imponerade och värdiga exteriörer genom att placera och samordna fönster, prydnadsgavlar och loggiaarkader. Hans mindre rika uppdragsgivare måste ha uppskattat möjligheten att kunna njuta av imponerande byggnader utan att spendera så mycket på sten och stenhuggning.

Palladios rykte vilade mycket tidigt och snart efter hans död på hans skicklighet som villaarkitekt. Omfattande förstörelse hade skett på hus, lador och industriell infrastruktur under Ligan i Cambra (1509-1517). Städernas efterfrågan på livsmedel återhämtade sig sedan långsamt och landsbygden uppnåddes inte samma välståndsnivåer förrän på 1540-talet. Regeringen var besluten att befria Venedig och Veneto från behovet av spannmålsimport som mestadels kom från det alltjämt fientligt inställda Ottomanska imperiet, och gjorde en massiv investering i jordbruk och byggnader för att höja tempot i jordbruksproduktionen. Under stabilt venetianskt styre hade stora markägare under flera årtionden köpt upp mindre ägares innehav, och dessutom konsoliderat sina gods genom byten av större egendomar med andra markägare. Investeringarna i bevattningssystem samt, genom dränering, torrläggande av mark ökade de rika markägarnas inkomster än mer. 

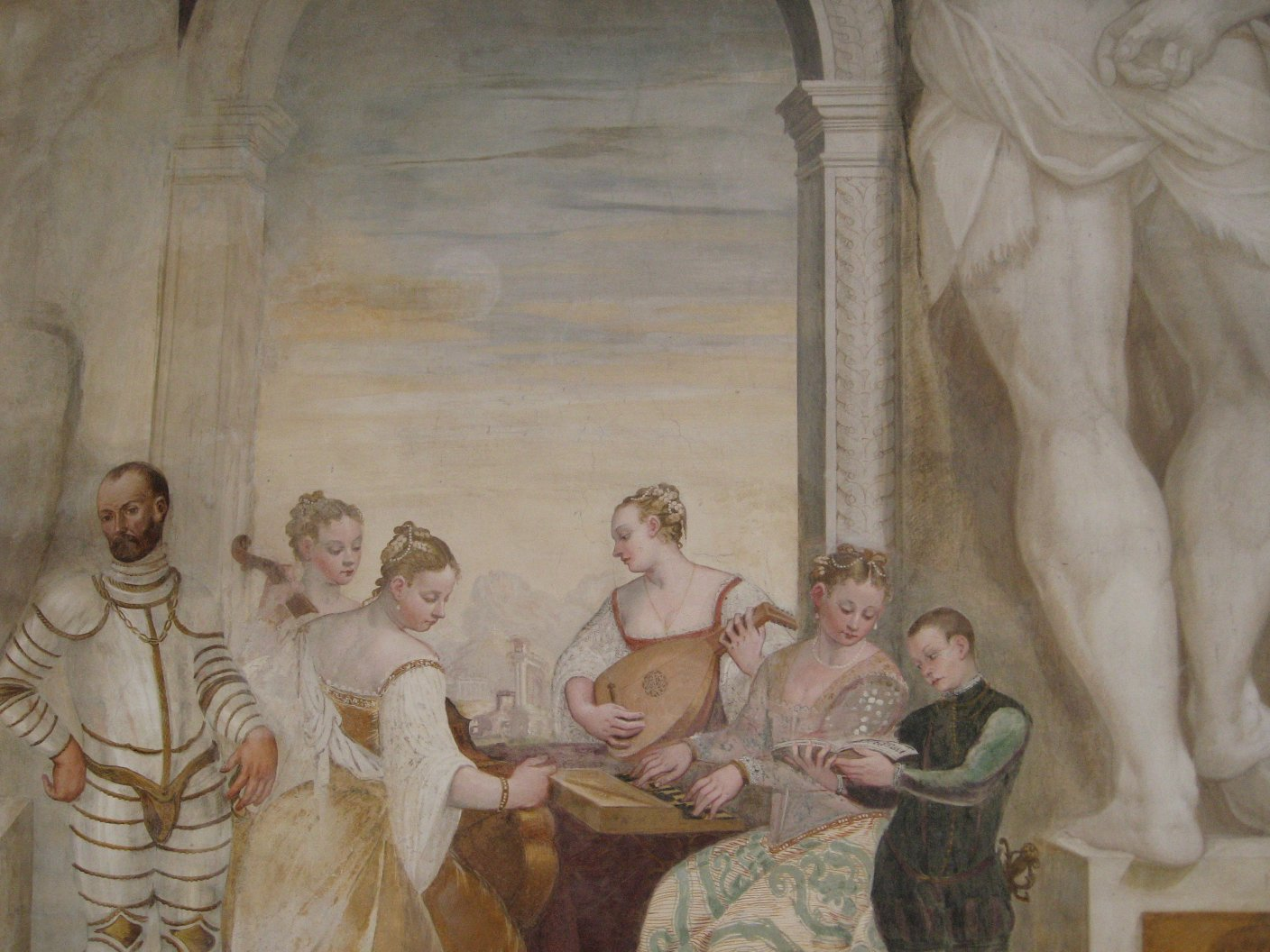
Freskerna i Villa Caldognos huvudsal avbildar olika aktiviteter vid villan vid Palladios tid.

Palladios villor - storgodsägarnas hus - mötte behovet av en ny typ av lantliga residens. Hans arkitektur bygger på att det inte var nödvändigt att ha ett stort palats på landsbygden, som kopierade stadspalatsen som tidigare 1400-talsvillor gjort, exempelvis den stora villa da Porto i Thien). Istället var mindre villor, ofta med endast en enda dominerande bostadsvåning, tillräckliga som centrum, både för att kontrollera produktionen som ju avkastade större delen av ägarnas inkomster, och för att göra intryck på arrendatorer, grannar och viktiga gäster. Dessa residens var ofta mindre än de äldre villorna, men effektiva för att etablera social och politisk närvaro på landsbygden, och användes även för vila, jakt och för undslippa staden som alltid var potentiellt ohälsosam.   
Fasaderna dominerades av frontoner, vanligtvis dekorerade med ägarens familjevapen och annonserade en mäktig persons närvaro. På slättlandet behövde de inte vara så höga som på ägarens stadspalats för att synas. Loggian erbjöd en skön plats att äta, samtala eller för musikunderhållning i skuggan, aktiviteter som kan återkomma i villornas dekoration, exempelvis i villa Caldogno. Interiört fördelade Palladio funktionerna både vertikalt och horisontellt. Kök, förvaringsrum, tvättstuga och källare låg på markplanet. Det omfattande utrymmet under taket användes för att förvara godsets mest värdefulla produkt, spannmål, och fungerade som isolering för rummen under. Den stora bostadsvåningen användes av familjen och deras gäster, och där låg de mer offentliga rummen (loggia, sala (sal)) på en central axel, medan vänster och höger var symmetriska sviter, som gick från stora rektangulära kammare via kvadratiska medelstora rum till små rektangulära, ibland använda av ägarna som läserum eller kontor för att administrera godset.
Ägarens hus var ofta inte den enda byggnaden som Palladio ansvarade för. Villorna var trots sina öppna loggior och icke-befästa utseende ännu direkta ättlingar till slott, och var omgivna av murar som gav nödvändigt skydd mot banditer och marodörer. 
Omgivande byggnader (cortivo) bestod av lador, duvslag, brödugnar, hönsgårdar, stall, bostäder för förvaltare och vanligt tjänstefolk, platser för att göra ost, pressa druvor, etc. Redan på 1400-talet var det vanligt med en öppen en plats framför huset med en damm, som var avskild från gårdsplanen med sina lador, djur och loggolv. Till det hörde trädgårdar, grönsaks- och örtagårdar, fiskdammar, och nästan undantagslöst en stor fruktträdgård (brolo).

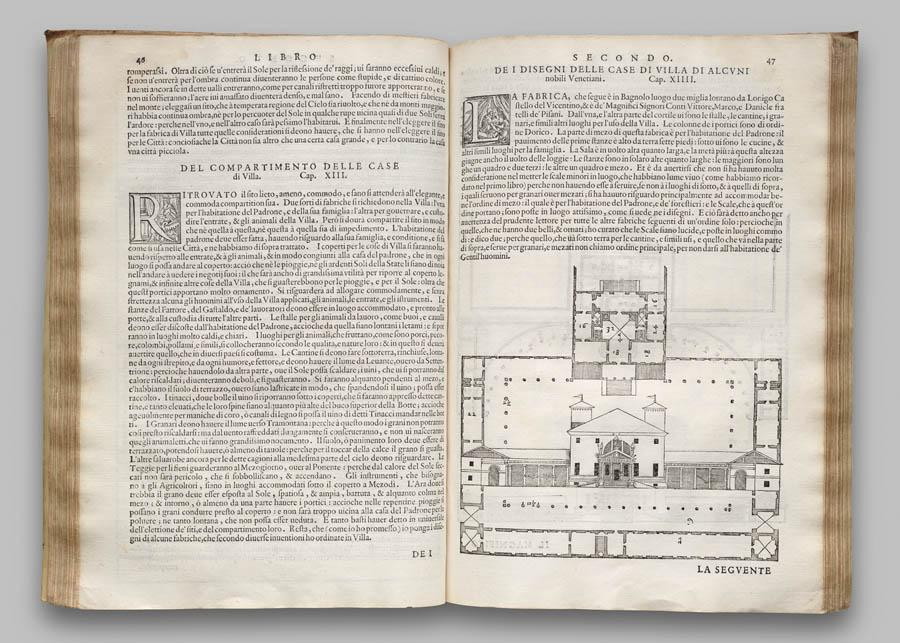
Villa Pisani i Bagnolo i I quattro libri dell'architettura av Palladio (bok II).

Palladio eftersträvade i sin utformning att koordinera alla dessa olika element med hänsyn till symmetri och arkitektonisk hierarki, när de i tidigare anläggningar vanligtvis utplacerats efter områdets form, vanligtvis avgränsade av vägar och vattenlinjer. Orienteringen var också viktig: Palladio slår i Quattro Libri fast att lador ska vara riktade mot söder för att bevara höet torrt, för att förhindra det från att jäsa och ta eld.
Palladio fick inspiration från stora antika komplex som antingen liknade lantgårdar omgivna av sina uthus eller bostadslayouter - ett exempel är Hercules Victors tempel i Tivoli, som han hade undersökt. Det står klart, exempelvis, att de böjda ladorna som flankerade den majestätiska Villa Badoers fasad kom från vad som var synligt av Augustus forum. I sin bok visar Palladio vanligtvis villaritningar som symmetriska. Han borde dock ha känt till att ofta, såvida inte ladorna till vänster och höger om huset var vända åt söder, såsom i villa Barbaro i Maser, skulle komplexet aldrig byggts symmetriskt. Ett exempel är villa Poiana, där den stora ladan, med vackra doriska kapitäler, helt säkert var ritad av Palladio. Den är vänd åt söder och balanseras inte av liknande element på boningshusets andra sida.

## Lista
Världsarvet omfattar följande villor:
| Nr      | Namn                                        | Plats                    | Provins | Koordinater                                   |
| ------- | ------------------------------------------- | ------------------------ | ------- | --------------------------------------------- |
| 712-001 | Staden Vicenza med 23 byggnader av Palladio | Vicenza                  | Vicenza | 45°32′57″N 11°32′58″Ö / 45.54917°N 11.54944°Ö |
| 712-002 | Villa Trissino                              | Cricoli, Vicenza         | Vicenza | 45°33′55″N 11°32′49″Ö / 45.56528°N 11.54694°Ö |
| 712-003 | Villa Gazzotti Grimani                      | Bertesina, Vicenza       | Vicenza | 45°33′13″N 11°34′30″Ö / 45.55361°N 11.57500°Ö |
| 712-004 | Villa Almerico Capra, «La Rotonda»          | Vicenza                  | Vicenza | 45°31′54″N 11°33′36″Ö / 45.53167°N 11.56000°Ö |
| 712-005 | Villa Angarano                              | Bassano del Grappa       | Vicenza | 45°46′50″N 11°43′25″Ö / 45.78056°N 11.72361°Ö |
| 712-006 | Villa Caldogno                              | Caldogno                 | Vicenza | 45°36′26″N 11°30′24″Ö / 45.60722°N 11.50667°Ö |
| 712-007 | Villa Chiericati                            | Grumolo delle Abbadesse  | Vicenza | 45°30′16″N 11°39′12″Ö / 45.50444°N 11.65333°Ö |
| 712-008 | Villa Forni Cerato                          | Montecchio Precalcino    | Vicenza | 45°39′11″N 11°33′40″Ö / 45.65306°N 11.56111°Ö |
| 712-009 | Villa Godi                                  | Lonedo di Lugo Vicentino | Vicenza | 45°44′44″N 11°31′43″Ö / 45.74556°N 11.52861°Ö |
| 712-010 | Villa Pisani                                | Bagnolo di Lonigo        | Vicenza | 45°21′31″N 11°22′10″Ö / 45.35861°N 11.36944°Ö |
| 712-011 | Villa Poiana                                | Poiana Maggiore          | Vicenza | 45°16′54″N 11°30′03″Ö / 45.28167°N 11.50083°Ö |
| 712-012 | Villa Saraceno                              | Agugliaro                | Vicenza | 45°18′38″N 11°35′12″Ö / 45.31056°N 11.58667°Ö |
| 712-013 | Villa Thiene                                | Quinto Vicentino         | Vicenza | 45°34′22″N 11°37′47″Ö / 45.57278°N 11.62972°Ö |
| 712-014 | Villa Trissino                              | Sarego                   | Vicenza | 45°25′42″N 11°24′49″Ö / 45.42833°N 11.41361°Ö |
| 712-015 | Villa Valmarana                             | Bolzano Vicentino        | Vicenza | 45°35′01″N 11°36′41″Ö / 45.58361°N 11.61139°Ö |
| 712-016 | Villa Valmarana                             | Monticello Conte Otto    | Vicenza | 45°34′58″N 11°35′40″Ö / 45.58278°N 11.59444°Ö |
| 712-017 | Villa Badoer, «La Badoera»                  | Fratta Polesine          | Rovigo  | 45°01′48″N 11°38′46″Ö / 45.03000°N 11.64611°Ö |
| 712-018 | Villa Barbaro                               | Maser                    | Treviso | 45°48′20″N 11°58′48″Ö / 45.80556°N 11.98000°Ö |
| 712-019 | Villa Emo                                   | Vedelago                 | Treviso | 45°42′43″N 11°59′23″Ö / 45.71194°N 11.98972°Ö |
| 712-020 | Villa Zeno                                  | Cessalto                 | Treviso | 45°42′11″N 12°38′20″Ö / 45.70306°N 12.63889°Ö |
| 712-021 | Villa Foscari, «La Malcontenta»             | Mira                     | Venedig | 45°26′07″N 12°12′01″Ö / 45.43528°N 12.20028°Ö |
| 712-022 | Villa Pisani                                | Montagnana               | Padua   | 45°13′37″N 11°28′07″Ö / 45.22694°N 11.46861°Ö |
| 712-023 | Villa Cornaro                               | Piombino Dese            | Padua   | 45°36′14″N 11°59′57″Ö / 45.60389°N 11.99917°Ö |
| 712-024 | Villa Serego                                | San Pietro in Cariano    | Verona  | 45°29′58″N 10°55′32″Ö / 45.49944°N 10.92556°Ö |
| 712-025 | Villa Piovene                               | Lugo Vicentino           | Vicenza | 45°44′48″N 11°31′36″Ö / 45.74667°N 11.52667°Ö |

### Andra
Andra villor ritade av Palladio men som inte inkluderats i världsarvet:
| Nr | Namn                       | Plats                          | Provins | Koordinater                                     | Anmärkningar                                               |
| -- | -------------------------- | ------------------------------ | ------- | ----------------------------------------------- | ---------------------------------------------------------- |
|    | Barchessa di Villa Thiene  | Cicogna i Villafranca Padovana | Padua   | 45°30′11″N 11°47′32″Ö / 45.5031°N 11.7923°Ö     | ej färdigställt, endast en barchessa uppförd               |
|    | Villa Repeta               | Campiglia dei Berici           | Vicenza | 45°20′33″N 11°32′23″Ö / 45.3425°N 11.5396°Ö     | förstörd av brand och återuppbyggt med annat utseende      |
|    | Villa Porto                | Molina di Malo                 | Vicenza |                                                 | ej färdigställt                                            |
|    | Villa Porto                | Vivaro di Dueville             | Vicenza |                                                 | osäkert, men traditionellt ansett vara Palladios verk      |
|    | Villa Contarini            | Piazzola sul Brenta            | Padua   | 45°32′38″N 11°47′07″Ö / 45.543858°N 11.785262°Ö | den ursprungliga kärnan av villan var troligen av Palladio |
|    | Villa Arnaldi              | Sarego                         | Vicenza |                                                 | ej färdigbyggt                                             |
|    | Villa Mocenigo a Marocco   | Marocco di Mogliano Veneto     | Treviso |                                                 | ej förverkligat                                            |
|    | Villa Mocenigo alla Brenta |                                |         |                                                 | ej förverkligat                                            |